# Omalodes areolatus
Omalodes areolatus är en skalbaggsart som beskrevs av Schmidt 1889. Omalodes areolatus ingår i släktet Omalodes och familjen stumpbaggar. Inga underarter finns listade i Catalogue of Life.